# Nahuel Pérez Biscayart
Nahuel Pérez Biscayart (Buenos Aires, 6 de março de 1986) é um ator argentino.